# Ausländerkinder-Pflegestätte (Burgwedel)

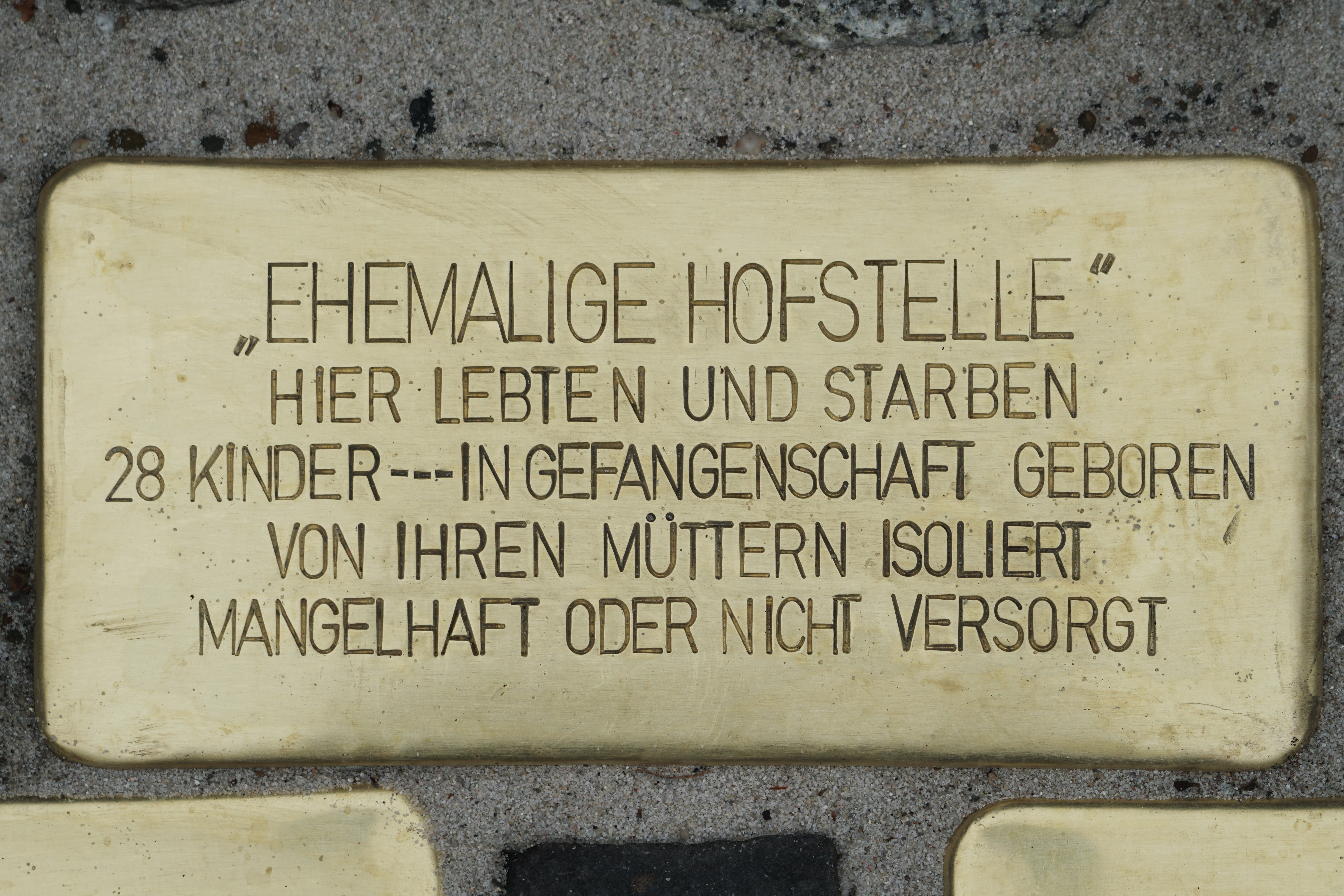
Stolperstein für die Ausländerkinder-Pflegestätte in Burgwedel

In der Ausländerkinder-Pflegestätte in Burgwedel (Großburgwedel) waren ca. 40–50 Kinder von Zwangsarbeiterinnen, die bei Bauern im Landkreis Burgdorf arbeiten mussten, untergebracht. Nachweislich starben hier mindestens 24 Kinder, vermutlich aber 28 Kinder. Beigesetzt wurden sie auf dem Gemeindefriedhof Großburgwedel.

## Vorgeschichte
Die Einrichtung von Ausländerkinder-Pflegestätten geht auf einen Erlass von Heinrich Himmler vom 27. Juli 1943 zurück. Die Kinder von Zwangsarbeiterinnen sollten keinesfalls in einem Krankenhaus, sondern in sogenannten Kindersammelstellen geboren werden. Dort sollten die Neugeborenen möglichst wenige Tage nach der Geburt von deren Müttern getrennt und in Einrichtungen einfachster Art untergebracht werden, die in Himmlers Erlass verharmlosend als Ausländerkinder-Pflegestätten bezeichnet wurden. Dies kam einer Mordempfehlung gleich.

## Lage
Das „Heim“ in Burgwedel befand sich in einem baufälligen und nicht mehr bewohnten Bauernhaus mitten im Ort unter der Anschrift Großburgwedel Nr. 13. Die heutige Adresse lautet Im Mitteldorf 9. Es lag unmittelbar hinter der Kirche St. Petri etwa 50 Meter entfernt von der Gemeindeverwaltung. Die „Ausländerkinder-Pflegestätte“ Großburgwedel wurde im Ort „Polenheim“ genannt.
Die „Ausländerkinder-Pflegestätte“ in Burgwedel wie auch ein vergleichbares in Papenhorst Nr. 9a bei Nienhagen im Landkreis Celle (heute Samtgemeinde Wathlingen) wurde in den letzten Jahren des Zweiten Weltkriegs errichtet. Eine 2008 herausgegebene Dokumentation nennt für Niedersachsen 60 damalige Lager, 30 weitere waren in Planung.

## Geschichte
Unter der Trägerschaft der Kreisbauernschaft wurde im August/September 1944 in Großburgwedel ein „Ausländerkinder-Pflegeheim“ für Kinder von osteuropäischen Zwangsarbeiterinnen eingerichtet und bis zum Kriegsende betrieben. Bereits für den Oktober 1944 sind die ersten Todesfälle von Kindern in diesem „Heim“ dokumentiert. Insgesamt starben hier vermutlich 28 Kinder: 15 kamen aus Polen, 9 aus der ehemaligen Sowjetunion, meist aus der Ukraine. Sie wurden ihren Müttern, die Zwangsarbeit auf Bauernhöfen in der Umgebung leisten mussten, wenige Wochen nach ihrer Geburt weggenommen. Das jüngste der in dem Heim verstorbenen Kinder war sechs Wochen, das älteste 15 Monate alt. Die Babys starben an den Folgen von Vernachlässigung und falscher bzw. mangelhafter Ernährung und wurden auf dem örtlichen Friedhof begraben. Die genaue Lage der Gräber der Kinder kann heute aufgrund der baulichen Veränderungen auf dem Friedhof nicht mehr ermittelt werden.

## Stolpersteine
Am 23. November 2019 verlegte der Kölner Künstler Gunter Demnig in Burgwedel 28 Stolpersteine für 24 namentlich bekannte und vier unbekannte verstorbene Säuglinge und Kleinkinder sowjetischer und polnischer Zwangsarbeiterinnen.
|  |  |  |  |
|  |  |  |  |
|  |  |  |  |
|  |  |  |  |
|  |  |  |  |
|  |  |  |  |
|  |  |  |  |
|  |  |  |  |